# Kabuł Rasułow
Kabuł Abdurachmanowicz Rasułow (ros. Кабул Абдурахманович Расулов; ur. 15 maja 1936) – radziecki i rosyjski operator filmowy. 

## Życiorys
Absolwent WGIK. W animacji współpracował m.in. z reżyserami Władimirem Popow, Władimirem Piekarem, Andriejem Chrżanowskim, Inessą Kowalewską i Leonidem Nosyriewem.

## Wybrana filmografia
- 1975: Tęcza
- 1977: Naprzód marsz, już czas!
- 1978: W ostatniej ławce (odc. 1)
- 1978: Troje z Prostokwaszyna
- 1979: Strzelnica
- 1979: Latający statek
- 1980: Wakacje w Prostokwaszynie
- 1982: Ostatnie polowanie
- 1983: Lew i byk
- 1984: Zima w Prostokwaszynie
- 1984: Obrazki z wystawy
- 1987: Jak osiołek rozchorował się ze smutku
- 1987: Mysz i wielbłąd